# Бобневи
Бобневи (груз. ბობნევი) — село в Грузии, на территории Горийского муниципалитета края (мхаре) Шида-Картли.

## География
Село находится в центральной части Грузии, на берегах реки Таны, на расстоянии приблизительно 12 километров (по прямой) к юго-западу от города Гори, административного центра муниципалитета. Абсолютная высота — 966 метров над уровнем моря.

## Население
По результатам официальной переписи населения 2014 года в Бобневи проживало 156 человек (81 мужчина и 75 женщин). В национальной структуре населения грузины составляли 96,8 %, осетины — 3,2 %.
| Год  | Население, человек |
| ---- | ------------------ |
| 2002 | 217                |
| 2014 | ↘ 156              |